# سام جی. جونز
سام جی. جونز (انگلیسی: Sam J. Jones؛ زاده ۱۲ اوت ۱۹۵۴) یک هنرپیشه اهل ایالات متحده آمریکا است.
از فیلم‌ها یا برنامه‌های تلویزیونی که وی در آن نقش داشته است می‌توان به تد، فلش گوردون اشاره کرد.